# Gerard Kerkum

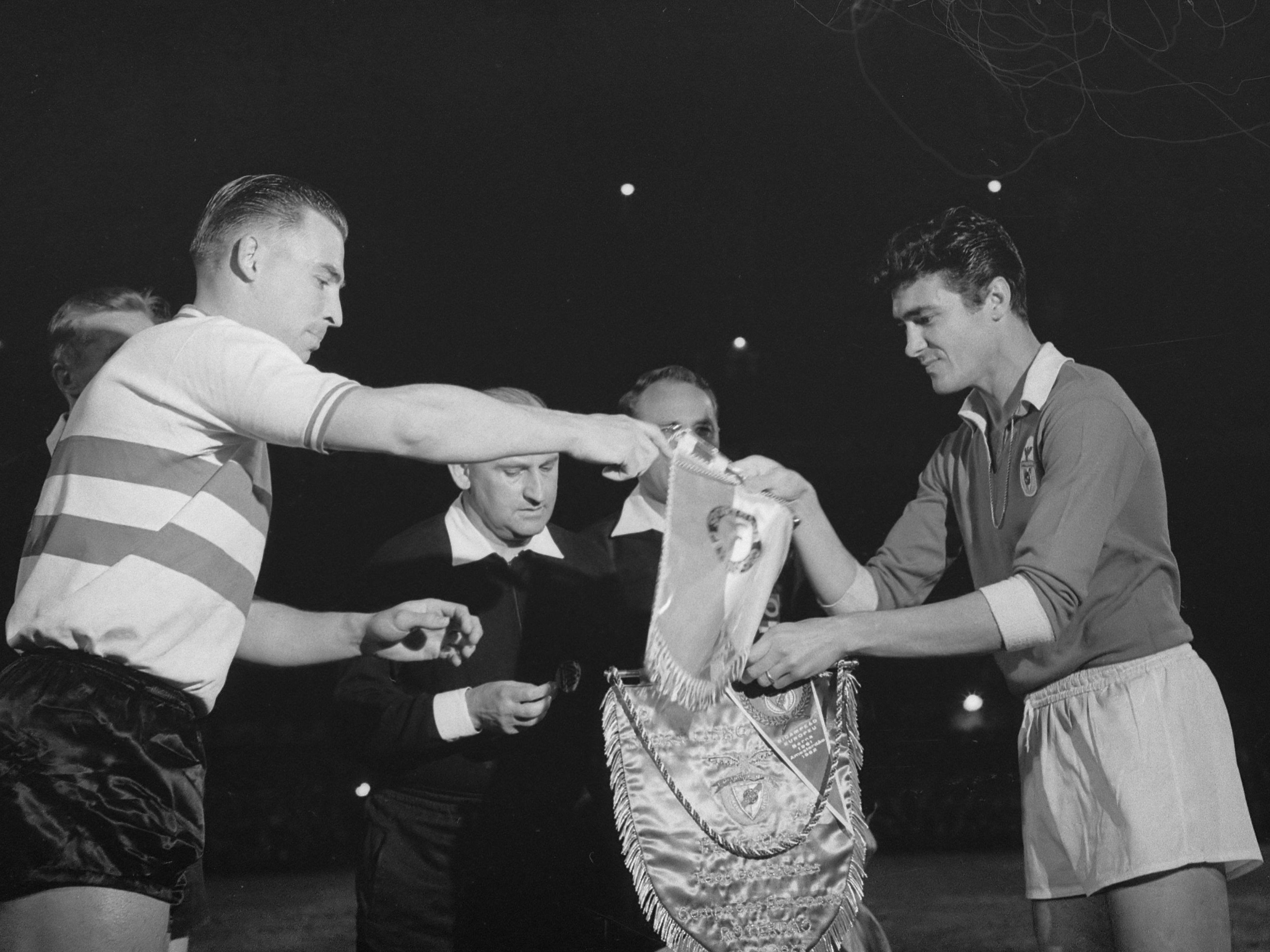
Gerard Kerkum (l.) en José Águas (1963)

Gerard Kerkum (Rotterdam, 17 december 1930 – Barendrecht, 26 mei 2018) was een Nederlandse voetballer en van 1982 tot 1989, en van 2006 tot 2007, voorzitter van Feyenoord.
Kerkum werd op 13 november 1946 lid van Feyenoord. Hij was toen nog scholier op de Johan van Oldenbarnevelt HBS aan het Afrikaanderplein, waar ook het eerste terrein van Feyenoord lag. Na de HBS volgde hij een opleiding tot bouwkundige. Later werd hij directeur van een aannemingsbedrijf.
Kerkum was de enige voorzitter in de geschiedenis van Feyenoord met een aanzienlijke staat van dienst als voetballer. Hij speelde van 1951 tot 1965 in het eerste elftal van Feyenoord, als rechtsback. Hij was jaren aanvoerder en speelde 349 competitiewedstrijden, waarin hij dertien keer scoorde. Kerkum kwam een keer uit voor het Nederlands elftal.
Kerkum werd na zijn voetballoopbaan bestuurslid van zowel de Vereniging van Contractspelers (VVCS) als Feyenoord en in 1982 voorzitter van de Rotterdamse club. Hij wist het verval van de club, ingezet na 1974, niet te stuiten. Wel behaalde Feyenoord in 1984 de dubbel nadat het Kerkum was gelukt Johan Cruijff over te nemen van Ajax.

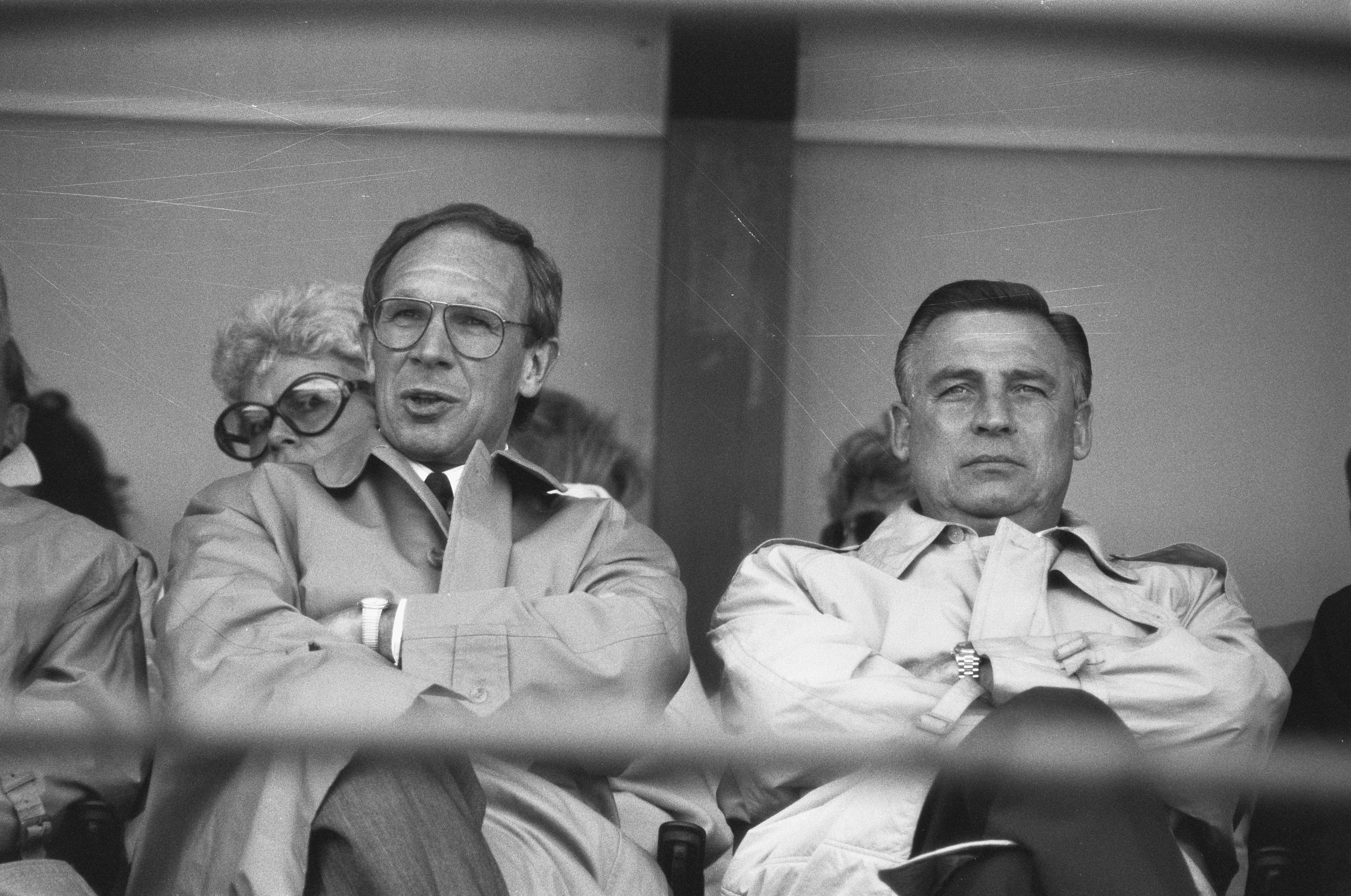
Feyenoord tegen Ajax, nieuw algemeen directeur Hans Kraay (l) met Feyenoordvoorzitter Gerard Kerkum (r)

## Prijzen van Feyenoord tijdens zijn voorzitterschap
- Landskampioen:
  - 1984
- Bekerwinnaar:
  - 1984

## Commissie Kerkum
Kerkum was in 2006 voorzitter van Commissie-Kerkum, de commissie die een oordeel over Jorien van den Herik velde. Na het aftreden van Van den Herik werd hij president-commissaris van Feyenoord. Aan het einde van het seizoen 2006/07 volgde Dick van Well hem op.